# Isak Dybvik Määttä
Isak Dybvik Määttä (19 september 2001) is een Noorse voetballer die als linkerverdediger speelt voor FC Groningen. In juli 2024 maakte hij een transfer naar zijn thuisland bij Bodo/Glimt.   

## Carrière

### Jeugd
Määttä begon in zijn jeugd te voetballen bij Fiskerstrand. Op 14-jarige leeftijd maakte hij de overstap naar de voetbalclub Langevåg, waar zijn broer Daniël ook speelde. Later speelden zij samen in het A-team van Langevåg. Op 18 mei 2017 scoorde hij zijn eerste doelpunt in de met 5-1 gewonnen thuiswedstrijd tegen FK Sykkylven.

### Aalesunds FK
Ik 2018 stapte Määttä over naar Aalesunds, waar hij in eerste instantie in de jeugd terecht kwam. In 2019 tekende Määttä een contract van tweeënhalve jaar bij Aalesunds FK. Hij startte in het tweede elftal, waar hij op 13 april 2018 zijn debuut maakte in de met 1-0 gewonnen thuiswedstrijd tegen Bergsøy. Määttä maakte op 1 mei 2019 zijn debuut in de hoofdmacht van Aalesunds, in de eerste ronde van het bekertoernooi tegen Bergsoy. Määttä speelde de rest van het seizoen in het tweede elftal. Op 9 november 2019 in de laatste competitiewedstrijd van het seizoen maakte Määttä zijn competitiedebuut in het eerste elftal. Hij kwam drie minuten voor het einde van de wedstrijd tegen Sandefjord Fotball in het veld voor Jörgen Hatlehol. Door de 3-1 overwinning werd Aalesunds FK eerste in de competitie en promoveerden ze naar de Eliteserien.  
—nog mee bezig—  
In het seizoen 2019/20 begon Määttä als wisselspeler bij het eerste elftal, waarna hij op 2 augustus 2020 voor de eerste keer op het hoogste Noorse niveau kwam te spelen. Hij startte als basisspeler in een competitiewedstrijd tijdens de met 4-0 verloren uitwedstrijd tegen Sarpsborg 08 FF. Het lukte hem niet om een vaste plek te veroveren maar kwam af en toe als wisselspeler in actie. In het seizoen 2020/21 kwam hij in 29 wedstrijden bij het eerste elftal in actie. Hij begon slechts zes keer als basisspeler. In de overige wedstrijden kwam hij als invaller binnen de lijnen. In dit seizoen maakte hij zijn eerste doelpunt . Op 28 augustus 2021 scoorde hij tijdens de met 4-2 gewonnen thuiswedstrijd tegen Raufoss IL. Aalesund draaide een goed seizoen en kwam op de tweede plaats terecht waarna het weer naar het hoogste Noorse niveau promoveerde.  
Voor aanvang van het  seizoen 2021/22 verlengde Määttä zijn contract tot het einde van het seizoen 2023. Tijdens het seizoen werd hij van aanvaller omgebouwd tot verdediger en werd hij een vaste waarde in het eerste elftal. Na 15 wedstrijden verliet hij de Noorse club om een nieuw avontuur aan te gaan. 

### FC Groningen
In juli 2022 nam FC Groningen Määttä over van de Noorse club. Hij tekende een contract voor vier seizoenen met de optie tot nog een seizoen. In de eerste wedstrijd van het seizoen 2022/23 debuteerde hij tegen FC Volendam. Määttä werd aan de linkerkant zowel in de verdediging als de aanval gebruikt. Hij miste alleen de wedstrijd tegen AZ wegens een schorsing als gevolg van een rode kaart in de uitwedstrijd tegen Feyenoord. In zijn eerste seizoen degradeerde hij uit de Eredivisie, maar binnen een jaar werd promotie terug naar de Eredivisie bewerkstelligd. Na de promotie keerde hij terug naar zijn thuisland, en maakte een transfer naar Bodo/Glimt. 

## Clubstatistieken
| Seizoen | Club         | Competitie     | Competitie | Competitie | Beker | Beker | Overig | Overig | Totaal | Totaal |
| Seizoen | Club         | Competitie     | Wed.       | Dlp.       | Wed.  | Dlp.  | Wed.   | Dlp.   | Wed.   | Dlp.   |
| ------- | ------------ | -------------- | ---------- | ---------- | ----- | ----- | ------ | ------ | ------ | ------ |
| 2019    | Aalesunds FK | 1. divisjon    | 1          | 0          | 2     | 0     | –      | –      | 3      | 0      |
| 2020    | Aalesunds FK | Eliteserien    | 12         | 0          | 0     | 0     | –      | –      | 12     | 0      |
| 2021    | Aalesunds FK | 1. divisjon    | 23         | 2          | 3     | 1     | –      | –      | 26     | 3      |
| 2022    | Aalesunds FK | Eliteserien    | 15         | 3          | 2     | 1     | –      | –      | 17     | 4      |
| 2022/23 | FC Groningen | Eredivisie     | 33         | 0          | 1     | 0     | –      | –      | 34     | 0      |
| 2023/24 | FC Groningen | Eerste divisie | 34         | 1          | 4     | 0     | –      | –      | 38     | 1      |
| Totaal  | Totaal       | Totaal         | 118        | 6          | 8     | 2     | 0      | 0      | 126    | 8      |

Bijgewerkt t/m 13 mei 2024. 

## Interlandcarrière
Op 12 november 2019 maakte Määttä zijn debuut voor het Noorse voetbalelftal onder 18 in een oefenwedstrijd tegen het Noord-Iers voetbalelftal onder 19. Op 18 november 2019 speelde hij zijn tweede interland als invaller tegen het Duits voetbalelftal onder 19.
Op 6 september 2021 speelde Määttä een wedstrijd als invaller voor het Noorse voetbalfelftal onder 20.